# ايمانويل أوكران
ايمانويل أوكران (بالإنجليزية: Emmanuel Ocran)‏ هو لاعب كرة قدم غاني في مركز الهجوم، ولد في 19 فبراير 1996 في سيكوندي تاكورادي في غانا. لعب مع ريال موناركس.